# Bolzano
Bolzano (phát âm tiếng Ý: [bolˈtsaːno], listenⓘ hay [bolˈdzaːno]; tiếng Đức: Bozen (tên cũ Botzen), phát âm tiếng Đức: [ˈboˑtsn̩]; tiếng Ladin: Balsan hay Bulsan; tiếng Latinh: Bauzanum) là tỉnh lỵ của tỉnh Nam Tyrol ở Bắc Ý. Với dân số 105.713 (2013), Bolzano là thành phố đông dân nhất Nam Tirol.

## Các quận và khu vực lân cận
Các quận:

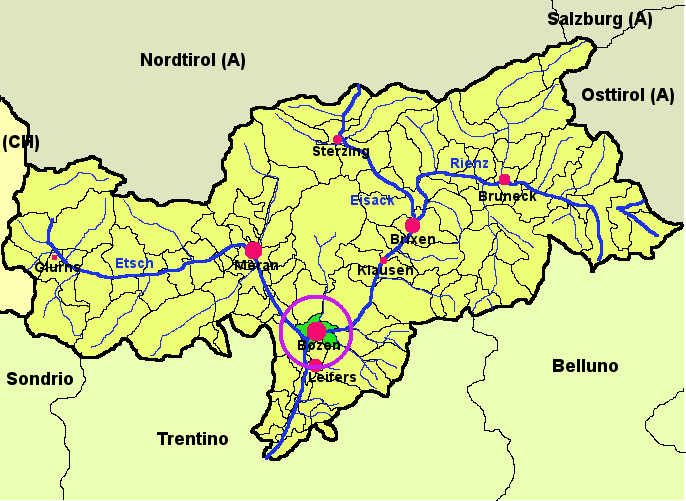
Vị trí của Bolzano.

- Centro-Piani-Rencio (tiếng Đức: Zentrum-Bozner Boden-Rentsch)
- Don Bosco
- Europa-Novacella (tiếng Đức: Europa-Neustift)
- Gries-San Quirino (tiếng Đức: Gries-Quirein)
- Oltrisarco-Aslago (tiếng Đức: Oberau-Haslach)

Các khu dân cư lân cận là: Eppan an der Weinstraße, Karneid, Laives, Deutschnofen, Ritten, Jenesien, Terlan, và Vadena.
Các thị trấn lân cận quan trọng khác Brixen, Bruneck và Meran.